# Šamot

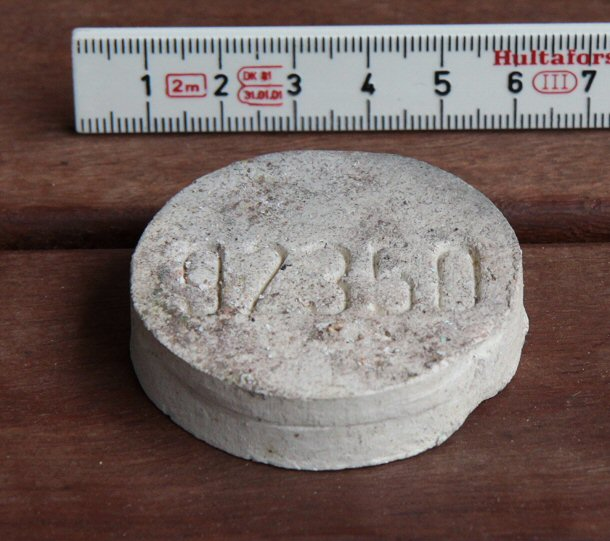
Kus šamotu používaný k identifikaci po kremaci

Šamot (dříve psáno chamotte) je žáruvzdorná hmota, používaná pro vyzdívky kamen, pecí a dalších výrobků a staveb, které musejí odolávat vysokému žáru (kolem 1 650 °C). Obsahuje přibližně 25 % oxidu hlinitého, cca 55 % oxidu křemičitého, zbytek příměsi – železo, titan, zirkonium, vápník, hořčík. Tyto příměsi dodávají šamotu barvu – bílou, šedou, typicky rezavou až černou. Ztráty žárem by neměly přesáhnout 10 %. Práškový šamot se rozdělává vodou s příměsí vodního skla. Po rekonstrukci v letech 1960–1965 byly největší šamotkou ve střední Evropě Moravské šamotové a lupkové závody Velké Opatovice (MŠLZ).
Vyrábí se z lupku. Dodává se ve formě cihel, malty nebo v sypkém stavu.